# Minty (Bartoszyce)
Minty (deutsch Minten) ist ein Ort in der polnischen Woiwodschaft Ermland-Masuren. Er gehört zur Gmina Bartoszyce (Landgemeinde Bartenstein) im Powiat Bartoszycki (Kreis Bartenstein (Ostpr.)).

## Geographische Lage
Minty liegt an der Pisa (deutsch Pissa, hier auch: Dost) in der nördlichen Mitte der Woiwodschaft Ermland-Masuren, 31 Kilometer südlich der früheren und heute auf russischem Hoheitsgebiet gelegenen Kreisstadt Friedland (russisch Prawdinsk) bzw. acht Kilometer südlich der heutigen Kreismetropole Bartoszyce (deutsch Bartenstein).

## Geschichte
Als ein kleines Dorf wurde im Jahre 1330 das damalige Mintein – nach 1404 Mynthen, nach 1419 Minten genannt – gegründet. Im Jahre 1874 wurden die beiden Landgemeinden „Minten (Anteil Dietrichswalde)“ und „Minten (Anteil Groß Schwaraunen)“ in den neu gebildeten Amtsbezirk Quossen (polnisch Kosy) im ostpreußischen Kreis Friedland (ab 1927 „Kreis Bartenstein“ genannt) eingegliedert.
Die beiden Landgemeinden Minten schlossen sich am 5. Juli 1893 zur neuen Landgemeinde Minten zusammen. Im Jahre 1910 zählte sie 151 Einwohner.
Am 30. September 1928 schließlich vereinigte sich die Landgemeinde Minten mit den Gutsbezirken Groß Schwaraunen (polnisch Szwaruny) und Dietrichswalde (Ciemna Wola) zur neuen Landgemeinde Groß Schwaraunen im gleichnamigen Amtsbezirk.
In Kriegsfolge kam 1945 das gesamte südliche Ostpreußen zu Polen. Die Groß Schwarauner Ortschaft Minten erhielt in diesem Zusammenhang die polnische Namensform „Minty“ und ist heute ein Dorf innerhalb der Landgemeinde Bartoszyce im Powiat Bartoszycki (Kreis Bartenstein (Ostpr.)), von 1975 bis 1998 der Woiwodschaft Olsztyn, seither der Woiwodschaft Ermland-Masuren zugehörig.

## Religion
Christentum
Bis 1945 war Minten in die evangelische Kirche Gallingen (polnisch Galiny) in der Kirchenprovinz Ostpreußen der Kirche der Altpreußischen Union, außerdem in die römisch-katholische Kirche St. Bruno in Bartenstein im damaligen Bistum Ermland eingepfarrt.
Heute gehört Minty katholischerseits zur Mariä-Himmelfahrt-Kirche in Galiny (Gallingen) im jetzigen Erzbistum Ermland, evangelischerseits zur Kirchengemeinde in Bartoszyce, einer Filialgemeinde der Johanneskirche in Kętrzyn (Rastenburg) in der Diözese Masuren der Evangelisch-Augsburgischen Kirche in Polen.

## Verkehr
Minty liegt an der verkehrsreichen polnischen Landesstraße 57 – im Abschnitt der früheren deutschen Reichsstraße 128 –, die die Woiwodschaft Ermland-Masuren in Nord-Süd-Richtung durchquert. Eine Bahnanbindung besteht nicht.

## Persönlichkeit
Mit dem Ort verbunden
- Ernst Vasovec (1917–1993), österreichischer Schriftsteller und Lehrer mit dem Berufstitel „Professor“, unterrichtete von 1938 bis 1942 in Minten